# Darío Dubois
Darío Enrique Dubois (Buenos Aires; 10 de marzo de 1971-La Matanza, Buenos Aires; 17 de marzo de 2008), fue un futbolista argentino que jugaba en la posición de defensa. Desarrolló toda su carrera en el ascenso del fútbol argentino, siendo su primer equipo el Club Social y Deportivo Yupanqui y el último el Club Atlético Victoriano Arenas.
Se hizo conocido por jugar algunos partidos utilizando corpse paint. Debido a esta característica inusual, se convirtió en una figura famosa y venerada entre aquellos que gustan de los datos curiosos sobre el fútbol.

## Trayectoria
Dubois jugó un total de 146 partidos y anotó 13 goles en distintos equipos de la Primera C y Primera D, cuarta y quinta división del fútbol argentino. En 1995, una empresa le ofreció al Club Atlético Lugano lucir su imagen en su uniforme a cambio de dinero por cada triunfo. Luego de tres victorias, la empresa no le pagó al club, y Dubois, en señal de protesta, tapó la publicidad de su camiseta hasta que el patrocinador finalmente le pagó a los jugadores.
En 1999, siendo jugador de Midland, previo a un partido ante Argentino de Merlo, Dubois salió a la cancha utilizando corpse paint, un estilo de maquillaje usado por músicos de black metal, subgénero musical del heavy metal que admiraba. Lo repetiría en 13 partidos, hasta que la Asociación del Fútbol Argentino (AFA) sacó una reglamentación que prohibiría esa práctica. Esta acción no pasaría desapercibida en los medios de comunicación, quienes lo apodaron como el «Kiss del fútbol» o el «futbolista metalero».
Se retiró de la actividad profesional en 2005 luego de sufrir una rotura de ligamentos cruzados. A raíz de esa lesión, le inició un juicio al club donde jugada, Victoriano Arenas, por no hacerse cargo de la operación y del tratamiento que necesitaba. Según sus propias palabras, a Dubois no le gustaba el fútbol, pero lo practicaba por ser «competitivo» y para «pasar su tiempo entrenando».

## Clubes
| Club                      | País      | Año       |
| ------------------------- | --------- | --------- |
| Deportivo Yupanqui        | Argentina | 1994      |
| C. A. Lugano              | Argentina | 1995-1997 |
| C. A. Ferrocarril Midland | Argentina | 1998-1999 |
| Deportivo Riestra         | Argentina | 1999-2000 |
| Deportivo Laferrere       | Argentina | 2000      |
| Cañuelas F. C.            | Argentina | 2001      |
| C. A. Ferrocarril Midland | Argentina | 2001-2002 |
| Victoriano Arenas         | Argentina | 2002-2005 |

## Vida personal
Su sobrino Adrián Sánchez también es futbolista y actualmente juega en Atlético Tucumán de la Primera División.
Además de ser futbolista, Dubois era miembro y vocalista de una banda tributo a Vox Dei llamada «Tributo Rock». En varias entrevistas se declaró bisexual.

### Fallecimiento
El 2 de marzo de 2008 luego de salir de su trabajo como ingeniero de sonido en un concierto en el partido de La Matanza, Dubois fue víctima de un asalto, donde recibió dos impactos de bala, uno en una pierna y otro en el estómago. Falleció el 17 de marzo tras estar dos semanas en grave estado, siete días después de haber cumplido 37 años.